# Martín Álvarez Galán
Martín Álvarez Galán (Montemolín, 1766 – Brest, 13 luglio 1801) è stato un militare spagnolo.
Discendente da una famiglia di umili origini si distinse per il suo coraggio durante la Battaglia di Capo San Vincenzo che destò l'ammirazione del Commodoro Horatio Nelson. La spada con cui difese strenuamente la bandiera del vascello spagnolo San Nicolás de Bari è attualmente conservata presso il National Maritime Museum di Londra. Numerose navi della Real Armada Española hanno portato il suo nome.

## Biografia
Nacque come Martín Álvarez a Montemolín (provincia di Badajoz) nel 1766, figlio del carrettiere Pedro Álvarez e di Benita Galán. Alla morte del padre andò a Siviglia per arruolarsi in un Reggimento di cavalleria, ma a causa di un fortuito incontro con un militare della marina spagnola optò per la Fanteria di marina, entrando a far parte della 3ª Compagnia del 9º Battaglione granatieri il 27 aprile 1790.
Mandato successivamente a Cadice entrò a far parte della sorveglianza dell’arsenale, imbarcandosi sul vascello da 74 cannoni Gallardo nel corso del 1792, quando quest’ultimo fu trasferito a Cartagena.
Nel 1793 Spagna e Inghilterra si allearono nella guerra contro la Francia rivoluzionaria. Quando i francesi occuparono le isole di San Pietro e Sant’Antioco, situate nella Sardegna meridionale, sbarcandovi 2.000 soldati e 4.000 volontari marsigliesi, il tenente generale don Francisco de Borja y Poyo lasciò Cartagena con 24 vascelli e nove fregate, tra cui il Gallardo, per riconquistare le due isole. A fine di maggio l’operazione fu terminata, e costò ai francesi la perdita di tre fregate e la cattura dell’intera guarnigione, mentre le navi spagnole rientrarono a Cartagena. 
Nel corso del 1794 fu trasferito sul vascello San Carlos assegnato alla scorta di un convoglio di navi mercantili che trasportavano truppe e materiali destinati alla difesa delle Indie occidentali. Nel 1796 prestò servizio sul vascello da 112 cannoni Santa Ana, passando poi sul Príncipe de Asturias, e infine, il 1 febbraio 1797, sull’80 cannoni San Nicolás de Bari al comando dal capitano don Tomás Geraldino y Geraldino, con cui salpò verso Malaga e quindi l'Atlantico per scortare un grande convoglio.

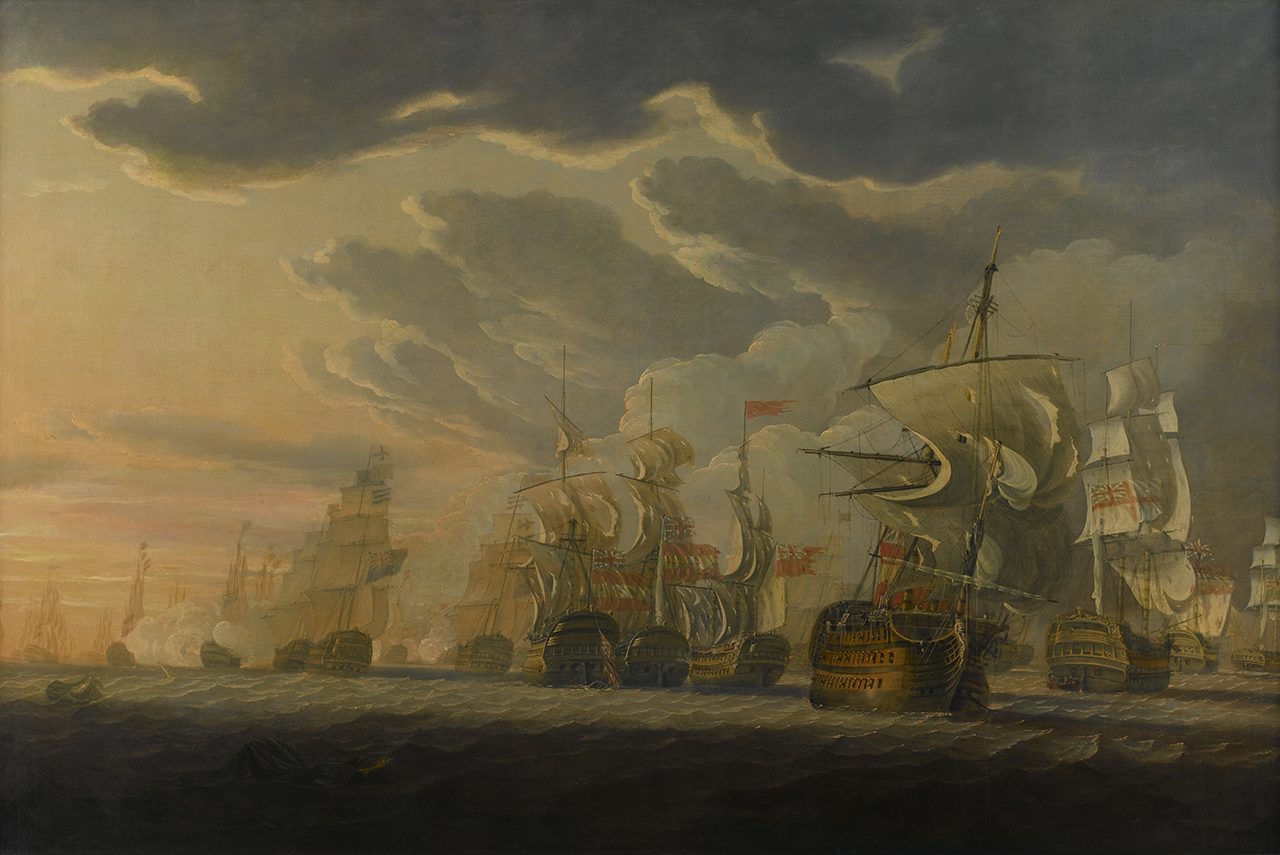
Dipinto Robert Cleveley raffigurante la Battaglia di Capo San Vincenzo.

Nel corso della successiva battaglia di Capo San Vincenzo, avvenuta il 14 febbraio, il San Nicolás de Bari fu attaccato ed abbordato dal vascello inglese Captain al comando del Commodoro Horatio Nelson. Il granatiere Martín Álvarez difese strenuamente la bandiera spagnola che, a poppa, garriva al vento, e la cui custodia gli era stata affidala dal capitano Geraldino poco prima di morire con la frase: ¡La Bandera no se arría!, uccidendo due ufficiali inglesi e ferendone altri due che cercavano di ammainarla. Crivellato di proiettili cadde riverso sul cassero del San Nicolás de Bari, ma la scena era stata osservata da Nelson in persona che, quando diede ordine di seppellire in mare i corpi dei caduti, volle che il granatiere spagnolo fosse avvolto nella bandiera che aveva difeso a costo della vita. Mentre si stava per celebrare la funzione religiosa il cappellano si accorse che il granatiere spagnolo respirava ancora, e Nelson diede ordine che fosse immediatamente curato, raccogliendone più tardi il nome. Trasferito successivamente a Lagos, in Algarve (Portogallo), gli fu fornito un salvacondotto per raggiungere la Spagna.
Raggiunta Siviglia testimoniò al Consiglio di guerra che doveva giudicare il comportamento dei comandanti che avevano perso la loro unità, affermando davanti all’ufficiale che rappresentava l’accusa, don Manuel Nuñez Gaona, che il vascello San Nicolás de Bari non si era arreso in quanto nessun ufficiale o marinaio spagnolo aveva ammainato la bandiera, ma era stato catturato in quanto l’equipaggio era tutto o morto o ferito.

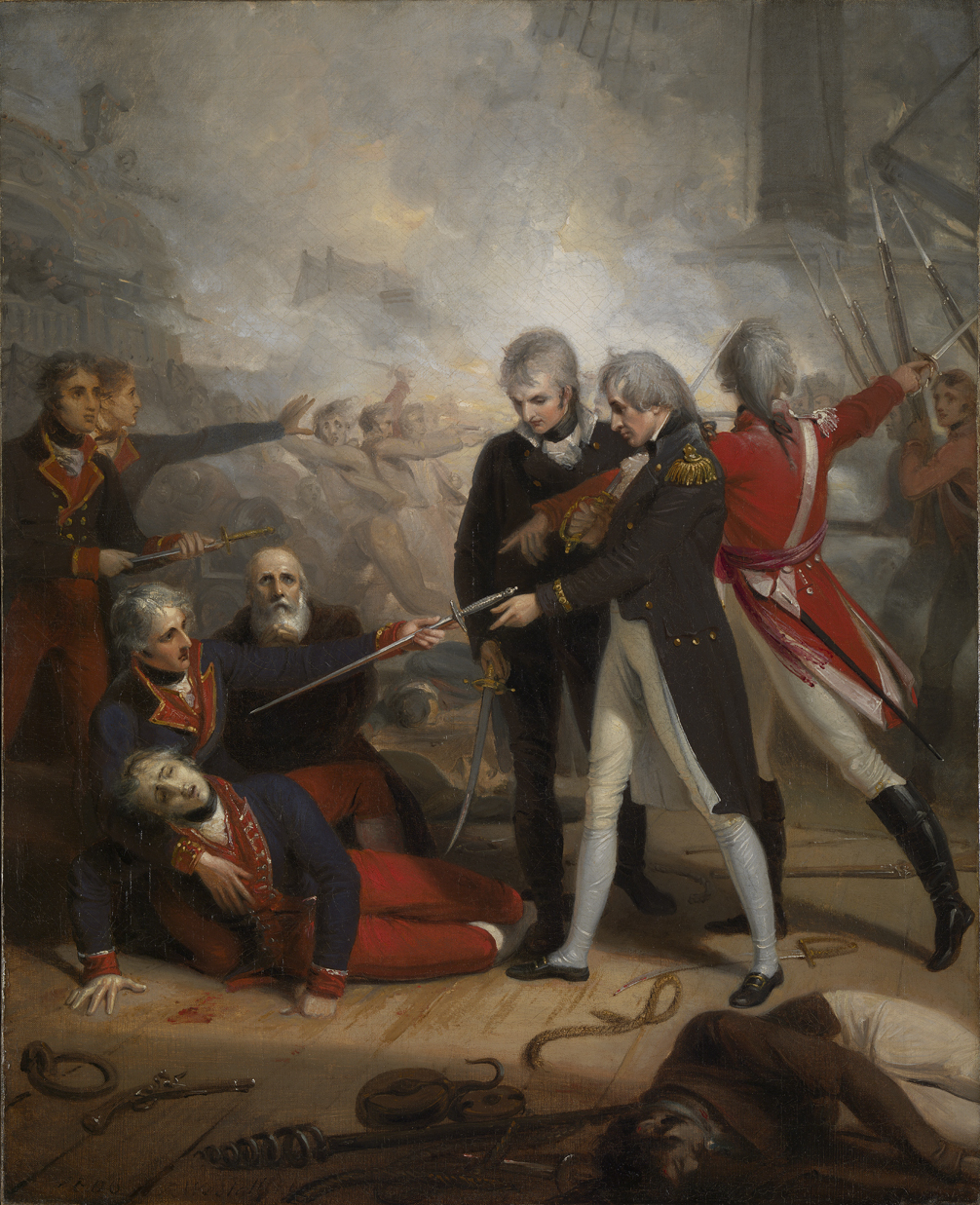
Dipinto di Richard Westall del 1806 raffigurante Nelson che riceve la resa del vascello spagnolo San Nicolás de Bari durante la battaglia di Capo San Vincenzo. In realtà il capitano Tomás Geraldino y Geraldino era già morto quando avvenne il fatto.

Come ricompensa per il valore dimostrato in battaglia fu promosso a caporale il 17 maggio 1798, e imparò a leggere ed a scrivere, imbarcandosi sul vascello Purísima Concepción nave ammiraglia del tenente generale José de Mazarredo Salazar Muñatones y Gortázar che nel mese di agosto salpò con una forte squadra navale per raggiungere Brest, in Francia. Il 12 novembre il Purísima Concepción fu raggiunto da una urca che trasportava posta e la comunicazione che S.M. il Re aveva assegnato al caporale Martín Álvarez una pensione di quattro scudi mensili. Tale Real Orden fu letto dal comandante del vascello, il Brigadiere Antonio de Escaño, alla presenza di tutto l’equipaggio schierato. 
Mentre prestava servizio sul Purísima Concepción ebbe una caduta accidentale subendo un forte colpo al petto tale da dover essere ricoverato presso l’ospedale di Brest, dove si spense il 23 febbraio 1801.

### Monumenti e navi
La Armada Española, con Real Orden del 12 dicembre 1848, decise di onorarne la memoria intitolandogli una nave.
Nel 1936 fu inaugurata una statua commemorativa a Montemolín, sua città natale, alla presenza del Governatore Civile, il Vescovo della Diocesi, l’ammiraglio Bastarrechey ed una compagnia di Guardiamarina di San Fernando, con la banda, che sfilò tra la popolazione.
La spada con cui quel giorno difese strenuamente la bandiera spagnola è esposta presso il National Maritime Museum di Londra. Su di un cannone che si trova a Gibilterra si possono ammirare due delfini intrecciati e lo scudo della Spagna con la scritta “Carolus III”, ed una placca di ferro con la scritta inglese che, tradotta, recita: 14 di febbraio del 1797.- Battaglia Navale di Capo San Vincenzo. Hurra per il "Captain", hurra per il "San Nicolás", hurra per Martín Alvarez.
- Goletta "Dolorcitas", armata con 7 cannoni, ridenominata "Martin Alvarez" nel 1849, naufragò sulle coste di Bordeaux (Francia) nel 1850.
- Feluca Guardacoste di 1ª classe "Martin Alvarez".
- Cannoniera ad elica da 207 tonnellate "Martin Alvarez" (1871-1876). Costruita nel cantiere navale di L'Avana era armata con un cannone e disponeva di una motrice alternativa della potenza di 30 CV. Prestò servizio Cuba, andò perduto nel Rio Cauto.
- Cannoniera ad elica da 173 tonnellate "Martin Alvarez" (1878-1882). Prestò servizio nelle Filippine
- Nave da sbarco L-12 "Martin Alvarez" (1971-1995). Appartenente alla Classe Terrebone Parish fu costruita nei Cantieri Christy Corporation di Sturgeon Bay, Wisconsin, e varata il 15 giugno 1954 con il nome di Wexford County (LST-1168). Consegnata alla Armada spagnola il 29 ottobre 1971 sulla base navale di San Diego (California), e radiata definitivamente nel 1995.

### Periodici
- Giuliano Da Frè, Il vallo di legno, in RID-Rivista Italiana Difesa, No.10, Chiavari, Giornalistica Riviera Soc. Coop. a.r.l., ottobre 2005,  pp. 82-97.